# Kjetil Nordhus
Kjetil Nordhus, född 31 maj 1975 i Kristiansand, Vest-Agder fylke, Norge, är en norsk sångare som för närvarande är vokalist och kompositör i Tristania, Green Carnation och Subterranean Masquerade. Nordhus har varit sångare och kompositör i ett antal band, inklusive goth metalbandet Trail of Tears och heavy metal-bandet Chain Collector.
Kjetil Nordhus och Green Carnation-kollegan, Tchort, startade sitt eget skivbolag, Sublife Productions i Kristiansand 1 juli 2005.

## Diskografi (urval)
Studioalbum med Green Carnation
- 2001 – Light of Day, Day of Darkness
- 2003 – A Blessing in Disguise
- 2005 – The Quiet Offspring
- 2006 – Acoustic Verses
- 2020 – Leaves of Yesteryear

Studioalbum med Subterranean Masquerade
- 2015 – The Great Bazaar
- 2017 – Vagabond

Studioalbum med Tristania
- 2010 – Rubicon
- 2013 – Darkest White

Studioalbum med Chain Collector
- 2005 – The Masquerade

Studioalbum med Trail of Tears
- 2005 – Free Fall into Fear
- 2007 – Existentia